# Marshall Sykes
Pas d'image ? Cliquez ici

a Compétitions nationales et continentales officielles uniquement.

b Matchs officiels uniquement.
Dernière mise à jour le 31 décembre 2023.
Marshall Sykes, né le 29 décembre 1999 à Woodbridge (Angleterre), est un joueur international écossais de rugby à XV qui joue au poste de deuxième ligne à Édimbourg Rugby depuis 2020.

## Biographie

### Jeunesse et formation
Marshall Sykes naît le 29 décembre 1999 à Woodbridge, en Angleterre. Il fréquente le St. Joseph’s College d'Ipswich. Alors qu'il joue encore avec les moins de 18 ans, dans le centre de formation des Northampton Saints, il rejoint le centre de formation des Glasgow Warriors lors de la saison 2018-2019, notamment en raison de ses origines écossaises car les recruteurs souhaitent faire de lui un futur international,. 
Il joue également pour l'Ayr RFC de 2019 à 2020, évoluant notamment en Super 6 (en) avec l'équipe professionnelle du club : les Ayrshire Bulls. En début de saison 2018-2019, il se blesse gravement au genou avec Ayr, lui faisant manquer une bonne partie de la saison et l'empêchant ainsi de faire ses débuts avec Glasgow. 
En juin 2020, il est recruté par Édimbourg Rugby. 

### Carrière en club
Deux mois après son arrivée à Édimbourg, Marshall Sykes fait ses débuts professionnels lors d'un match de Pro14 de la saison 2019-2020 contre son ancienne équipe de Glasgow. Il entre en jeu en fin de match à la place de Viliame Mata mais les siens sont battus 3-15,. Il s'agit de son seul match de la saison, puisqu'il s'agit d'un match qui a été reporté en raison de la pandémie de Covid-19.
Il marque son premier essai la saison suivante, lors d'un match de Pro14 Rainbow Cup contre les Gallois des Scarlets.
Puis, il s'impose dans son équipe et commence à gagner du temps de jeu durant la saison 2021-2022. Au mois d'octobre, ses très bonnes performances sont récompensées par une sélection en équipe nationale et une prolongation de son contrat avec Édimbourg,. Il joue au total dix-sept matchs dont onze titularisations sans marquer de points. Il continue d'avoir du temps de jeu en 2022-2023, jouant dix-huit matchs toutes compétitions confondues.
Sykes commence ensuite la saison 2023-2024 en tant que remplaçant et doit attendre le début du mois de décembre pour connaître sa première titularisation de la saison, lors d'un match de championnat contre l'Ulster (victoire 27-24). Il est en effet devancé par Glen Young et le capitaine du club Grant Gilchrist dans la hiérarchie à son poste.

### Carrière internationale
Bien que né en Angleterre, Marshall Sykes est éligible pour jouer pour l'Écosse grâce à une grand-mère écossaise née à Dundee.
Il joue dans un premier temps avec les moins de 18 ans écossais, puis est sélectionné avec les moins de 20 ans pour la première fois pour le Tournoi des Six Nations des moins de 20 ans 2018. Il ne joue qu'un seul match du tournoi, une défaite 45-31 face à l'Italie. Il est ensuite convoqué pour le Championnat du monde junior, durant lequel il participe à quatre rencontres. Il est également appelé pour l'édition suivante du championnat du monde et joue à cinq reprises.
En octobre 2021, il est pour la première fois sélectionné en équipe d'Écosse par Gregor Townsend pour les tests internationaux d'automne. Quelques jours après cette convocation, il connaît sa première cape face aux Tonga, lorsqu'il remplace Rufus McLean à la 63e minute dans une large victoire 60 à 14. Il est ensuite appelé pour le match face à la France comptant pour le Tournoi des Six Nations 2022 mais n'est finalement pas sur la feuille de match.
Début mars 2024, il est convoqué pour préparer la quatrième journée du Tournoi des Six Nations. En novembre 2024, il est titulaire avec l'Écosse A dans une rencontre amicale remportée 19 à 17 face au Chili.

## Statistiques

### En club
| Saison                | Club                  | Championnat           | Championnat | Championnat | Compétitions de l'EPCR | Compétitions de l'EPCR | Compétitions de l'EPCR |
| Saison                | Club                  | Compétition           | M           | Ess.        | Compétition            | M                      | Ess.                   |
| --------------------- | --------------------- | --------------------- | ----------- | ----------- | ---------------------- | ---------------------- | ---------------------- |
| 2019-2020             | Édimbourg Rugby       | Pro14                 | 1           | -           | Challenge européen     | -                      | -                      |
| 2020-2021             | Édimbourg Rugby       | Pro14                 | 2           | -           | Coupe d'Europe         | -                      | -                      |
| 2020-2021             | Édimbourg Rugby       | Pro14 Rainbow Cup     | 5           | 1           | Coupe d'Europe         | -                      | -                      |
| 2021-2022             | Édimbourg Rugby       | URC                   | 11          | -           | Challenge européen     | 5                      | -                      |
| 2022-2023             | Édimbourg Rugby       | URC                   | 14          | -           | Champions Cup          | 4                      | -                      |
| 2023-2024             | Édimbourg Rugby       | URC                   | 9           | -           | Challenge Cup          | 2                      | -                      |
| Total Édimbourg Rugby | Total Édimbourg Rugby | Total Édimbourg Rugby | 42          | 1           | Compétitions EPCR      | 11                     | 0                      |

### Internationales
Au 31 mars 2025, Marshall Sykes 2 sélections aucune en titulaire avec l' équipe d'Écosse.
| Année | Compétition | Matchs | Points | Essais |
| ----- | ----------- | ------ | ------ | ------ |
| 2021  | Test matchs | 1      | 0      | 0      |
| Total | Total       | 1      | 0      | 0      |

## Palmarès
Néant